# Gütegemeinschaft Fenster und Haustüren
Die Gütegemeinschaft Fenster und Haustüren e. V. mit Sitz in Frankfurt am Main ist ein Zusammenschluss von Fenster-, Haustüren-, Fassaden- und Wintergärtenherstellern mit RAL-Gütezeichen und übernimmt die Verleihung der RAL-Gütezeichen für Produkte und Montage innerhalb dieses Bereichs.

## Mitglieder
Es gibt rund 230 Mitglieder aus allen Materialgruppen (Kunststoff, Holz, Metall etc.), die nach Angaben der Gütegemeinschaft mehr als 40 % des Marktes abdecken – vom Handwerksbetrieb bis zum international tätigen Großunternehmen.

## Ziele
Ziel ist es, die Qualität der Produkte und Leistungen seiner Mitgliedsunternehmen zu fördern. Dazu werden mit Güte-Ausschuss, Vorstand und Fachkreisen die Güte- und Prüfbestimmungen ständig weiterentwickelt.

## Geschäftstätigkeit
Grundlage der von der RAL-Dachorganisation herausgegebenen Gütesicherung RAL-GZ 695 – Fenster, Haustüren, Fassaden und Wintergärten sind die Güte- und Prüfbestimmungen, die ständig auf Grundlage der Forschungsarbeiten der Gütegemeinschaft an den Stand der Technik sowie ökologische Erfordernisse angepasst werden. Ihre Einhaltung wird durch eine Erstüberwachung sowie stetige Eigen- und Fremdüberwachungen mit unabhängigen Prüfern des Institutes für Fenstertechnik in Rosenheim gewährleistet. Die Gütegemeinschaft verleiht nach der Einhaltung der Anforderungen an die Gütesicherung die Gütezeichen für Fenster, Haustüren, Fassaden und Wintergärten sowie deren Montage.

## Vertretung
Der vertretungsberechtigte Vorstand setzt sich aus Oskar Anders und Bernhard Helbing zusammen, die zugleich die Vorsitzenden des Instituts für Fenstertechnik sind. Geschäftsführer ist Ulrich Tschorn, der zugleich Geschäftsführer des Verbands Fenster + Fassade ist.

## Veröffentlichungen
- Leitfaden zur Planung und Ausführung der Montage von Fenstern und Haustüren für Neubau und Renovierung. Gütegemeinschaft Fenster und Haustüren, Frankfurt 2014, ISBN 978-3-00-045381-6 (erstellt zusammen mit Institut für Fenstertechnik; in Zusammenarbeit mit BIV des Glaserhandwerks, TSD Tischler Schreiner Deutschland, Unabhängige Berater für Fassadentechnik e. V., RAL-Gütegemeinschaft Kunststoff-Fensterprofilsysteme, Verband Fenster + Fassade; Ersatz für Ausgabe vom März 2010).[4]